# 200 papierosów
200 papierosów (ang. 200 Cigarettes) – amerykański film komediowy z 1999 roku z akcją osadzoną w Nowym Jorku w Sylwestra 1981/1982.

## Obsada
Aktorzy występujący w filmie, według kolejności alfabetycznej:
- Ben Affleck – barman
- Casey Affleck – Tom
- Jennifer Albano – Cheryl
- Caleb Carr – cyniczny bywalec baru
- Dave Chappelle – taksówkarz
- Elvis Costello – on sam
- Guillermo Díaz – Dave
- Angela Featherstone – Caitlyn
- Janeane Garofalo – Ellie
- Gaby Hoffmann – Stephie
- Kate Hudson – Cindy
- David Johansen – barman w Tiki
- Catherine Kellner – Hillary
- Courtney Love – Lucy
- Brian McCardie – Eric
- Kiran Merchant – właściciela restauracji
- Jay Mohr – Jack
- James F. Murphy – drag queen
- Nicole Ari Parker – Bridget
- Martha Plimpton – Monica
- Christina Ricci – Val
- Paul Rudd – Kevin